# DZ-Bank-Gebäude am Pariser Platz

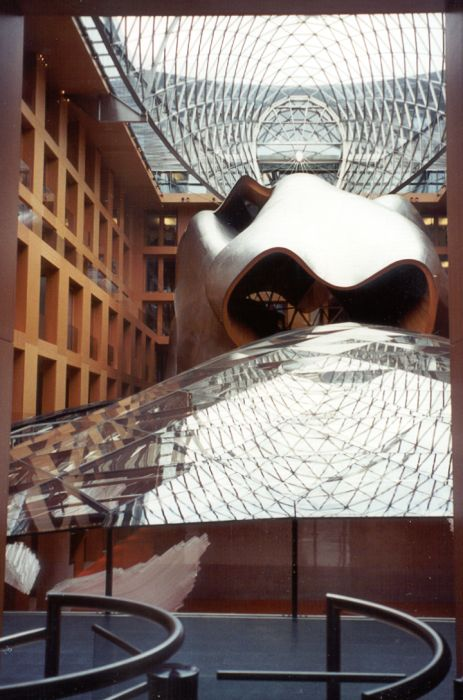
Atrium des Gebäudes der DZ Bank

Das Gebäude der DZ Bank am Pariser Platz Nr. 3 im Berliner Ortsteil Mitte ist ein Büro-, Konferenz- und Wohngebäude, das zwischen 1996 und 2001 nach einem Entwurf von Frank Gehry errichtet wurde. Gehry bezeichnete es als “The best thing I’ve ever done” („Das Beste, was ich je gemacht habe“).
Das Gebäude erstreckt sich von der Südseite des Pariser Platzes bis zur Behrenstraße. Die Fassade zum Pariser Platz hin unterlag aufgrund der historischen Umgebung strengen Gestaltungsvorgaben des Berliner Senats und ist daher, für Gehry-Bauten untypisch, geometrisch schlicht und zurückhaltend in hellem Sandstein gehalten. Hier befinden sich die Büroräume der DZ Bank (ehemals: DG Bank). Auf der rückwärtigen Seite entlang der Behrenstraße liegen die Wohnungen. Die Fassade ist hier wellenförmig gestaltet und besteht aus mehreren, nach oben zurückspringenden Stufen. Beide Bereiche sind durch einen glasgedeckten Innenhof verbunden, in dessen Zentrum sich ein über mehrere Geschosse erstreckender Konferenzsaal in Form einer großen gewölbten Skulptur befindet. Die Skulptur ist im Inneren mit einer Holztäfelung aus Pinienholz ausgestattet, die Außenhaut ist aus gebürstetem Edelstahl. Um den Innenhof reihen sich die Büros mit Blick auf die Skulptur. Einige der Büros liegen am Pariser Platz mit direkter Aussicht auf das Brandenburger Tor. Auch im Untergeschoss befindet sich ein großer Veranstaltungsraum, der bis zu 500 Personen Platz bietet. Die Organisation der Veranstaltungen übernimmt ein DZ Bank-Tochterunternehmen, die AXICA. 
Der Eingangsbereich ist für jedermann zugänglich. Dort hängen großformatige Bildtafeln der Künstlerin Katharina Sieverding.
Die unmittelbaren Nachbargebäude sind die Amerikanische Botschaft (Pariser Platz 2) und der Hauptsitz der Akademie der Künste (Pariser Platz 4). An der Stelle des heutigen Bauwerks stand bis 1945 das Palais Wrangel.

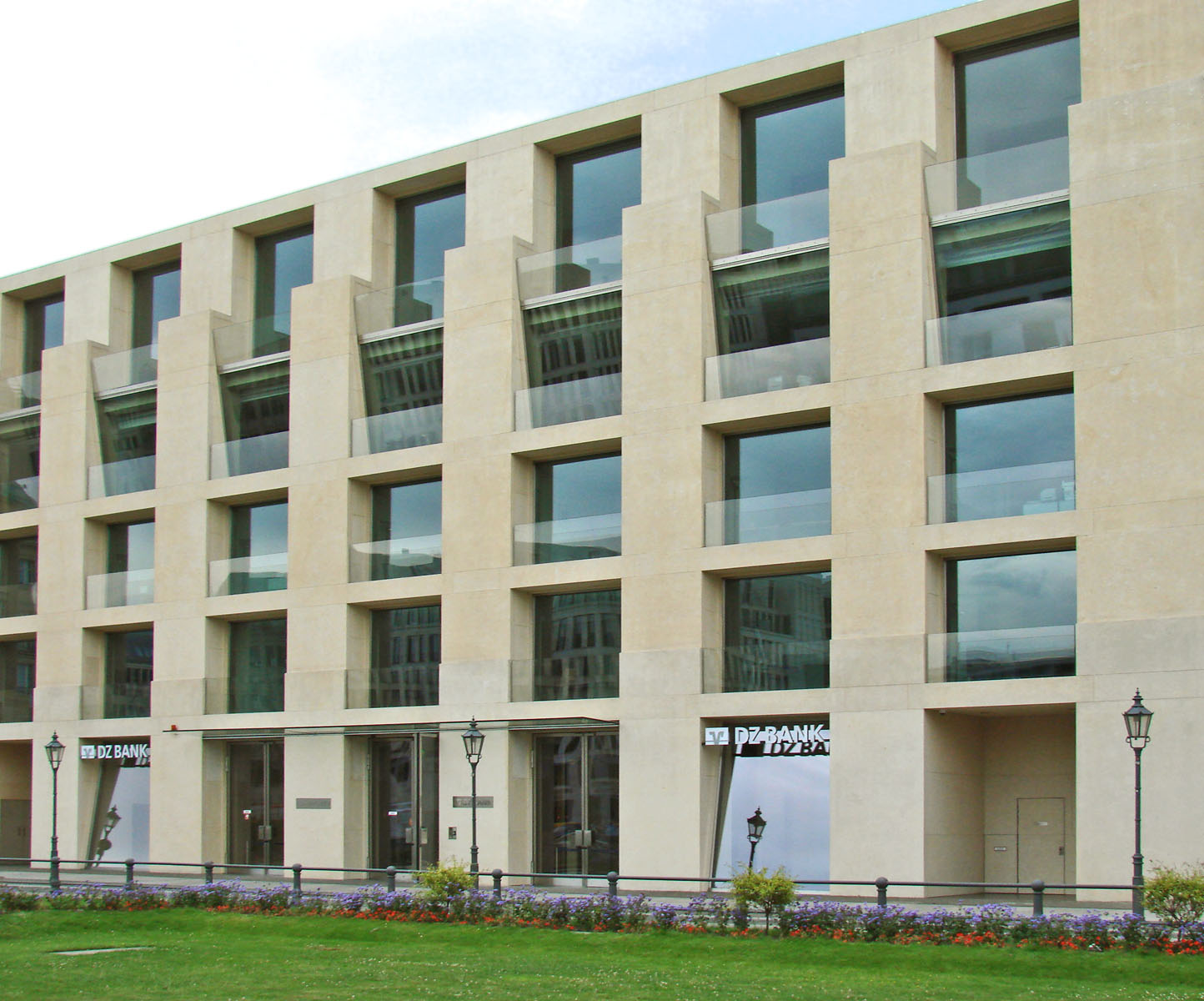
Fassade zum Pariser Platz
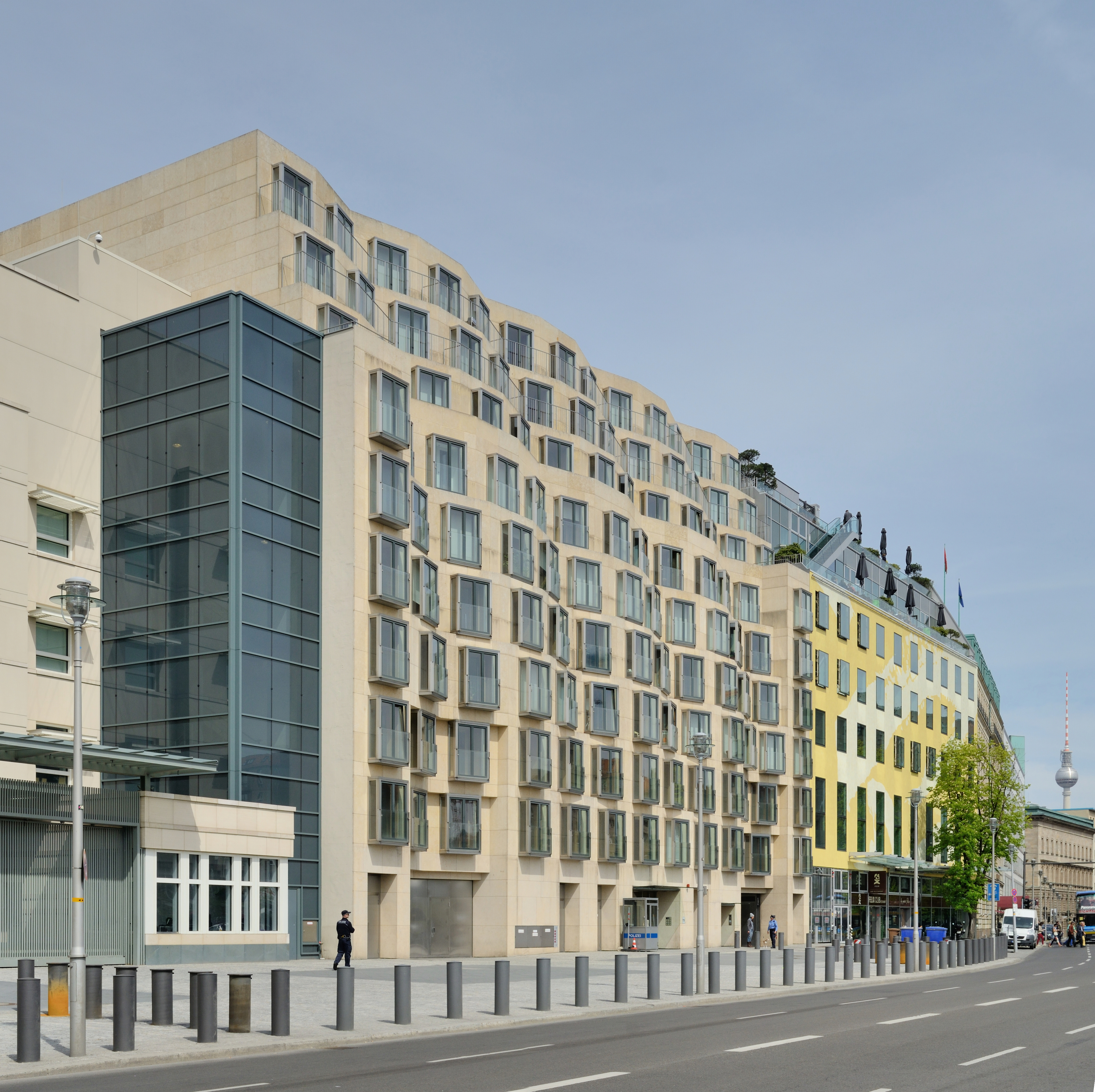
Rückseite zur Behrenstraße